# Нарти (Вармінсько-Мазурське воєводство)
Нарти (пол. Narty, нім. Narthen) — село в Польщі, у гміні Єдвабно Щиценського повіту Вармінсько-Мазурського воєводства.
Населення — 114 осіб (2011).

## Демографія
Демографічна структура станом на 31 березня 2011 року:
|          | Загалом | Допрацездатний вік | Працездатний вік | Постпрацездатний вік |
| -------- | ------- | ------------------ | ---------------- | -------------------- |
| Чоловіки | 58      | 10                 | 41               | 7                    |
| Жінки    | 56      | 7                  | 36               | 13                   |
| Разом    | 114     | 17                 | 77               | 20                   |